# Ponometia costalis
Ponometia costalis är en fjärilsart som beskrevs av Walker 1858. Ponometia costalis ingår i släktet Ponometia och familjen nattflyn. Inga underarter finns listade i Catalogue of Life.